# Kleinzell
Kleinzell es una localidad del distrito de Lilienfeld, en el estado de Baja Austria, Austria, con una población estimada a principio del año 2018 de 831 habitantes. 
Se encuentra ubicada en la zona centro-sur del estado, a poca distancia al sur del río Danubio, al suroeste de Viena y al norte de la frontera con el estado de Estiria.